# Liste de stades de football en Angleterre
 (mars 2020).
Si vous disposez d'ouvrages ou d'articles de référence ou si vous connaissez des sites web de qualité traitant du thème abordé ici, merci de compléter l'article en donnant les références utiles à sa vérifiabilité et en les liant à la section « Notes et références ».
Cet article présente une liste non exhaustive des principaux stades d'Angleterre ayant une capacité supérieure à 10 000 places. Ils peuvent accueillir également des compétitions d'athlétisme, des concerts ou d'autres évènements.
La liste contient également plusieurs stades localisés au Pays de Galles, mais dont les équipes résidentes concourent dans le championnat d'Angleterre de football. 
- Premier League = Première division
- Football League Championship = Deuxième division
- Football League One = Troisième division
- Football League Two = Quatrième division

## Stades
| Rang | Stade                           | Capacité | Club résident                | Division                     | Notes |
| ---- | ------------------------------- | -------- | ---------------------------- | ---------------------------- | --- |
| 1    | Wembley Stadium                 | 90 0000  | Équipe d'Angleterre          | Stade national               | Plus grand stade d'Angleterre. L'inauguration du "New Wembley" a eu lieu en 2007. Surnommé le "Temple du football". Stade situé à Londres. |
| 2    | Twinckenham Stadium             | 82 0000  | Équipe d'Angleterre de rugby | Stade national               | 2e plus grand stade d'Angleterre derrière Wembley. 5e plus grand stade d'Europe derrière Croke Park (Dublin). Il est le stade résident de l'équipe d'Angleterre de rugby.                                                                                      |
| 3    | Old Trafford                    | 74 3100  | Manchester United            | Premier League               | Plus grand stade de la Premier League. Connu également sous le nom de "Théâtre des rêves". |
| 4    | Tottenham Hotspur Stadium       | 62 8500  | Tottenham Hotspur            | Premier League               | Le 2e plus grand stade de football de Londres, après Wembley. Il est construit sur l'ancien stade White Hart Lane. |
| 5    | London Stadium                  | 62 5000  | West Ham United              | Premier League               | 4e plus grand de Londres, après Twinckenham et le Tottenham Hotspur Stadium. Il a accueilli les Jeux olympiques d'été de Londres en 2012. Stade de résidence de West Ham United en Premier League. Il remplace l'ancien stade, The Boleyn Ground (Upton Park). |
| 6    | Anfield                         | 61 2760  | Liverpool FC                 | Premier League               | Agrandissement progressif d'Anfield depuis le rachat du club. |
| 7    | Emirates Stadium                | 60 7040  | Arsenal                      | Premier League               | Connu également sous le nom d'Ashburton Grove ou d'Arsenal Stadium lors des matchs de Coupe d'Europe. C'est le 4e plus grand stade de football de Londres, après Wembley et le Tottenham Hotspur Stadium. Il a été inauguré en 2006.                           |
| 8    | Etihad Stadium                  | 54 6930  | Manchester City              | Premier League               | Le stade a été originellement construit pour les Jeux du Commonwealth en 2002. Il fait partie intégrante du City of Manchester City, où se trouve les infrastructures du club.                                                                                 |
| 9    | Everton Stadium                 | 52 8880  | Everton                      | Premier League               | Mis en service en 2025 |
| 10   | St James' Park                  | 52 387   | Newcastle United             | Premier League               | |
| 11   | Stadium of Light                | 48 707   | Sunderland FC                | Football League Championship | |
| 12   | Villa Park                      | 42 918   | Aston Villa                  | Premier League               | Projet de porter le stade à 55 000 places. |
| 13   | Stamford Bridge                 | 40 343   | Chelsea FC                   | Premier League               | Projet d'un nouveaux stade. |
| 14   | Hillsborough Stadium            | 39 732   | Sheffield Wednesday          | Football Championship        | |
| 15   | Goodison Park                   | 39 414   | Everton                      | Premier League               | Connu sous le nom de "the Grand Old Lady". Fin de service en 2025. |
| 16   | Elland Road                     | 37 608   | Leeds United                 | Premier League               | |
| 17   | Riverside Stadium               | 33 746   | Middlesbrough FC             | Football Championship        | |
| 18   | Pride Park Stadium              | 33 597   | Derby County                 | Football League Championship | Capacité augmentée à 44 000 places pour la saison 2008-2009. |
| 19   | Ninian Park                     | 33 316   | Cardiff City                 | Football League One          | Le club, bien que basé au Pays de Galles, participe aux championnats d'Angleterre. Nouveau stade de 25 000 places en projet. |
| 20   | Coventry Building Society Arena | 32 609   | Coventry City                | Football League Championship | |
| 21   | St Mary's Stadium               | 32 384   | Southampton FC               | Football League Championship | |
| 22   | King Power Stadium              | 32 262   | Leicester City               | Football League Championship | |
| 23   | Bramall Lane                    | 32 050   | Sheffield United             | Football League Championship | Agrandissement du stade en discussion. |
| 24   | AMEX Stadium                    | 31 876   | Brighton and Hove Albion     | Premier League               | |
| 25   | Ewood Park                      | 31 367   | Blackburn Rovers             | Football League Championship | |
| 26   | Molineux                        | 31 322   | Wolverhampton Wanderers      | Premier League               | |
| 27   | Denbigh Stadium                 | 30 500   | Milton Keynes Dons           | Football League Two          | Agrandissement à 32 000 places possible. |
| 28   | City Ground                     | 30 404   | Nottingham Forest            | Premier League               | Projet de rénovation du stade |
| 29   | Bet365 Stadium                  | 30 089   | Stoke City                   | Football League Championship | |
| 30   | Portman Road                    | 29 673   | Ipswich Town                 | Football League Championship | |
| 31   | St Andrew's                     | 29 409   | Birmingham City              | Football League Championship | Projet d'un nouveau stade de 55 000 places |
| 32   | University of Bolton Stadium    | 28 723   | Bolton Wanderers             | Football League One          | |
| 33   | Carrow Road                     | 27 359   | Norwich City                 | Football League Championship | |
| 34   | The Valley                      | 27 111   | Charlton Athletic            | Football League One          | Stade situé à Londres. |
| 35   | Ashton Gate                     | 27 000   | Bristol City                 | Football League Championship | Agrandissement du stade à 30 000 places en projet. |
| 36   | The Hawthorns                   | 26 688   | West Bromwich Albion         | Football League Championship | |
| 37   | Darlington Arena                | 26 500   | Darlington FC                | Northern League Division One | Inauguré en 2003. Plus grand stade des championnats régionaux. |
| 38   | Selhurst Park                   | 25 486   | Crystal Palace               | Premier League               | Stade situé à Londres. |
| 39   | Valley Parade                   | 25 136   | Bradford City                | Football League One          | Le stade, resté longtemps composé de tribunes en bois fut rénové après un incendie meurtrier en mai 1985. |
| 40   | JJB Stadium                     | 25 133   | Wigan Athletic               | Football League One          | Stade partagé avec les Wigan Warriors (club de Rugby). |
| 41   | KC Stadium                      | 24 983   | Hull City                    | Football League Championship | Stade partagé avec le Hull FC (club de Rugby). |
| 42   | Craven Cottage                  | 24 500   | Fulham FC                    | Premier League               | Stade situé à Londres. |
| 43   | Galpharm Stadium                | 24 169   | Huddersfield Town            | Football League One          | Stade partagé avec les Huddersfield Giants (club de Rugby). |
| 44   | Madejski Stadium                | 24 161   | Reading FC                   | Football League One          | Projet d'agrandissement du stade à 38 000 places. |
| 45   | Deepdale                        | 23 408   | Preston North End            | Football League Championship | Inauguré en 1875, c'est le plus vieux stade encore utilisé au monde. Il abrite le National Football Museum. |
| 46   | Oakwell Stadium                 | 23 009   | Barnsley FC                  | Football League One          | |
| 47   | Turf Moor                       | 21 944   | Burnley FC                   | Premier League               | |
| 48   | Fratton Park                    | 21 178   | Portsmouth FC                | Football League Championship | Nouveau stade de 36 000 places en projet. |
| 49   | Liberty Stadium                 | 21 088   | Swansea City                 | Football League One          | Le club, bien que basé au Pays de Galles, participe aux championnats d'Angleterre. |
| 50   | Vicarage Road                   | 21 000   | Watford FC                   | Football League Championship | |
| 51   | The Den                         | 20 146   | Millwall FC                  | Football League Championship | Stade situé à Londres. |
| 52   | Meadow Lane                     | 19 841   | Notts County                 | Football League Two          | |
| 53   | Loftus Road                     | 18 439   | Queens Park Rangers          | Football League One          | |
| 54   | Home Park                       | 17 900   | Plymouth Argyle              | Football League One          | |
| 55   | Bloomfield Road                 | 17 338   | Blackpool FC                 | Football League One          | |
| 56   | Gtech Community Stadium         | 17 250   | Brentford FC                 | Premier League               | |
| 57   | Vale Park                       | 15 695   | Port Vale                    | Football League One          | |
| 58   | Racecourse Ground               | 12 600   | Wrexham AFC                  | Football League Championship | Le club, bien que basé au Pays de Galles, participe aux championnats d'Angleterre. |
| 59   | Kassam Stadium                  | 12 500   | Oxford United                | Football League Championship | |
| 60   | New York Stadium                | 12 021   | Rotherham United             | Football League One          | |
| 61   | Vitality Stadium                | 11 307   | AFC Bournemouth              | Premier League               | |
| 62   | Kenilworth Road                 | 10 265   | Luton Town FC                | Football League One          | |
| 63   | Adams Park                      | 10 137   | Wycombe Wanderers            | Football League One          | |

## Galerie

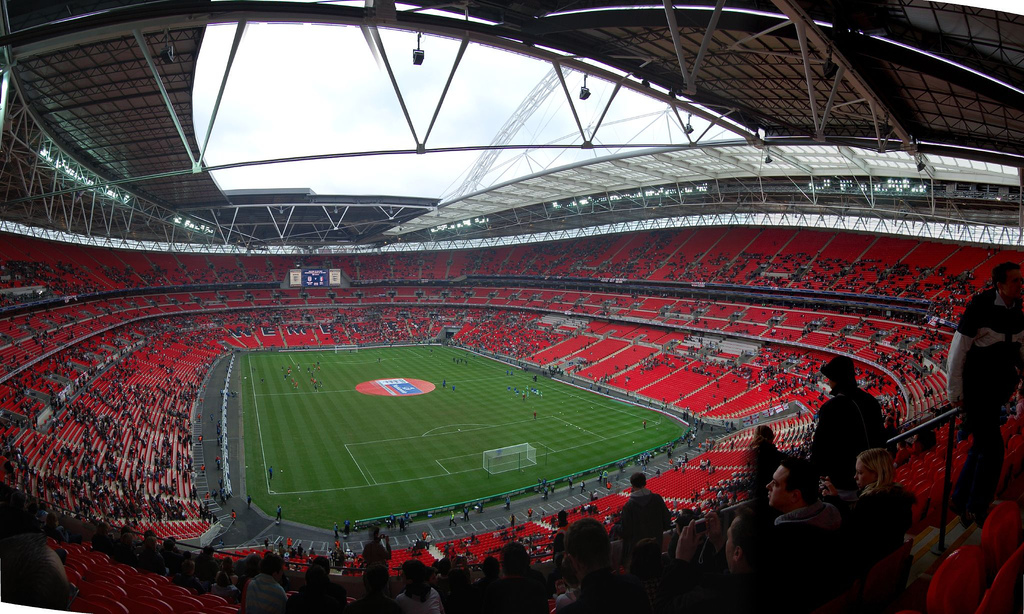
Stade de Wembley
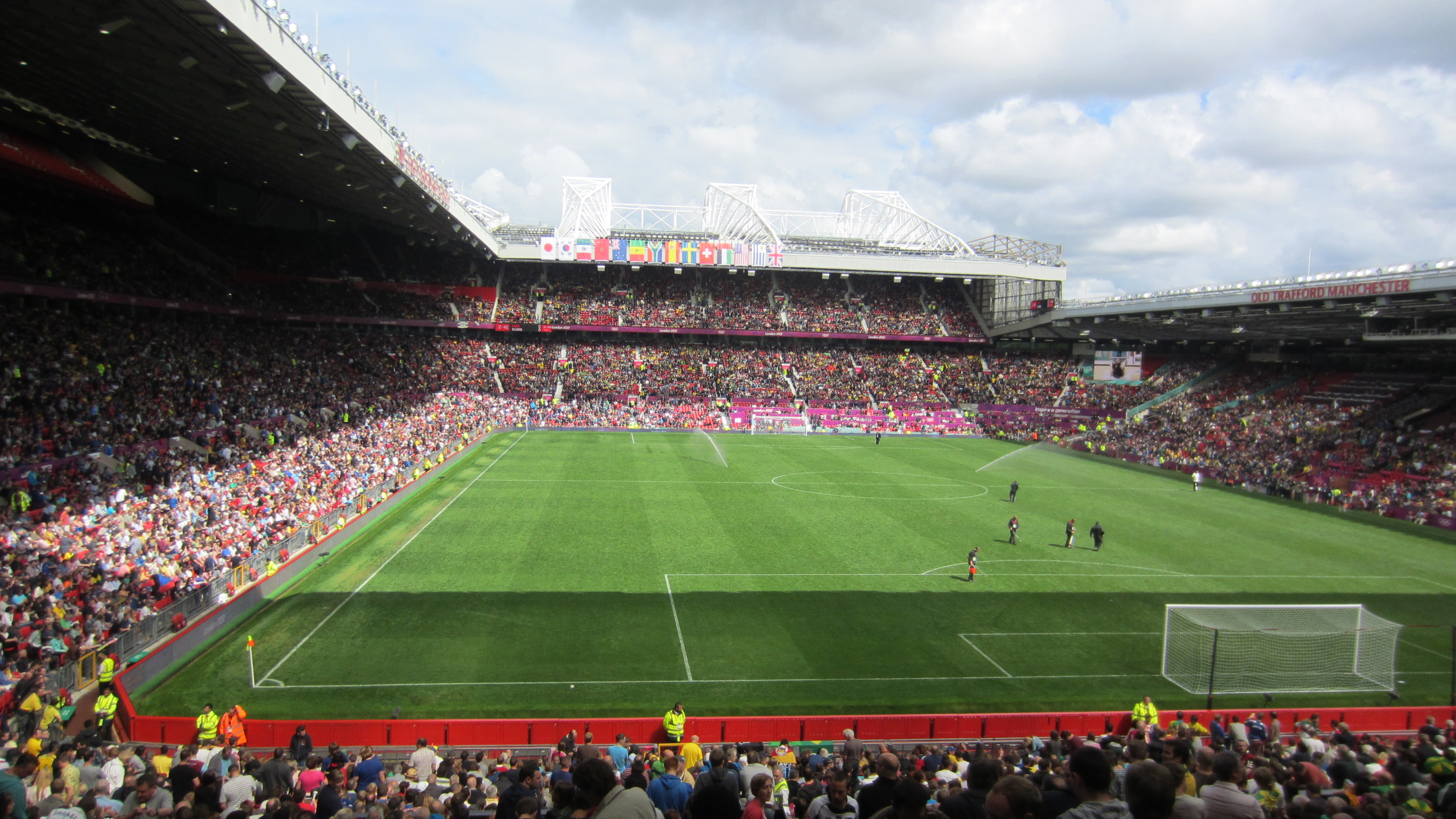
Stade de Old Trafford
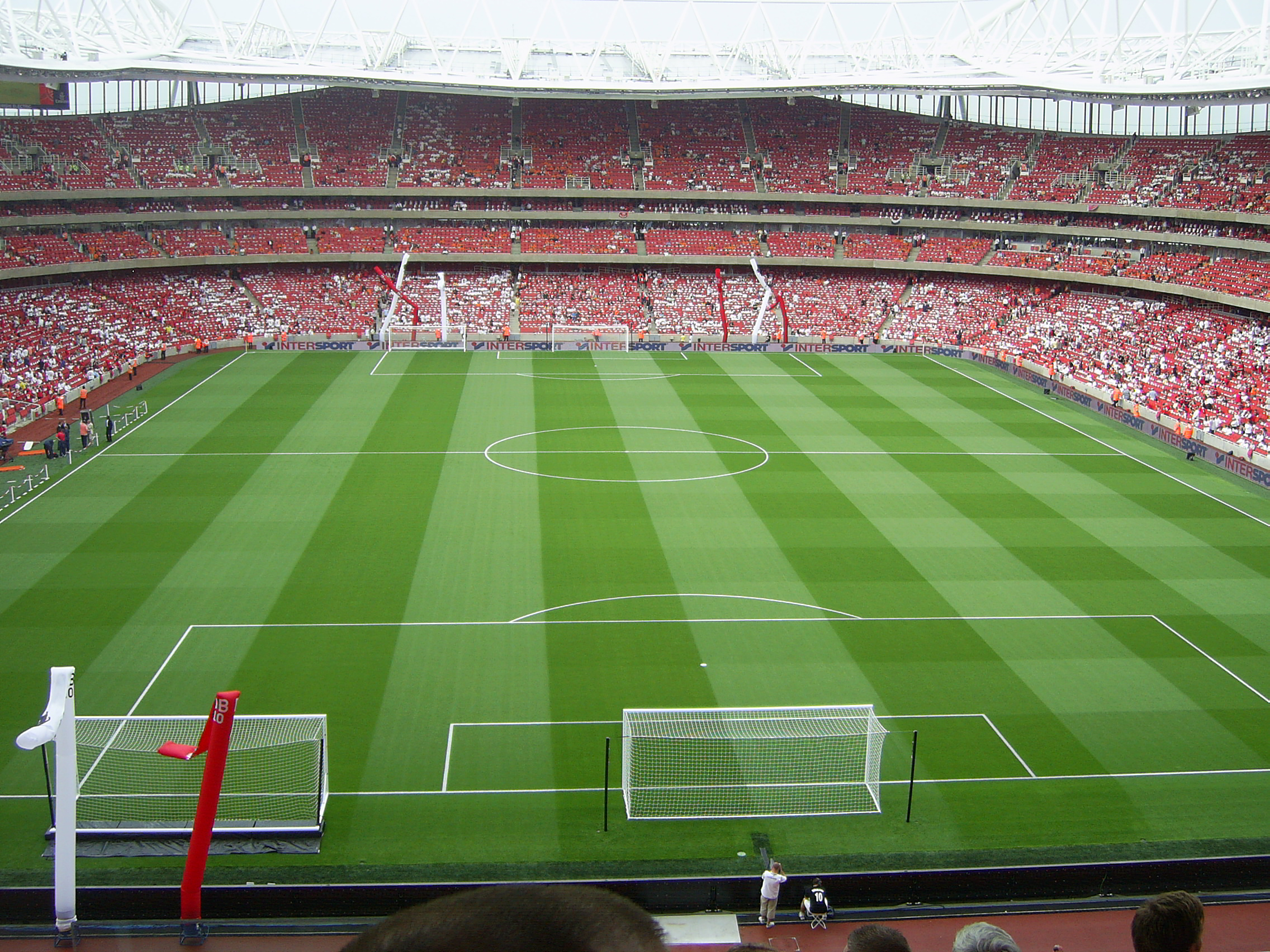
Emirates stadium
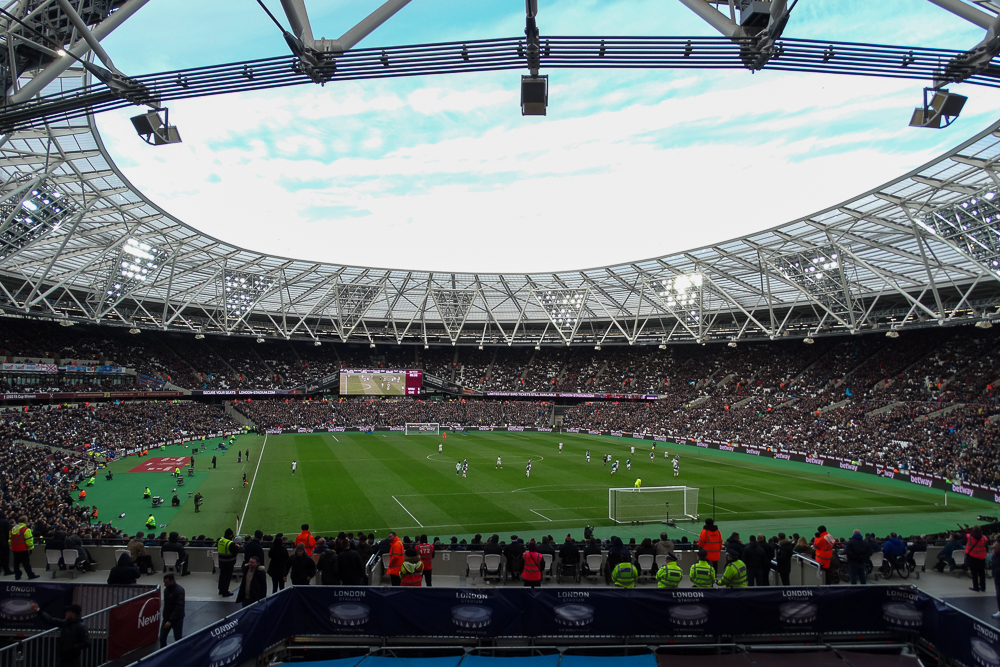
Stade Olympique de Londres